# João de Bicci de Médici
João de Bicci de Médici (em italiano:  Giovanni di Bicci de' Medici; Florença, 1360 – Florença, 20/28 de fevereiro de 1429) apelidado de o Banqueiro, foi um dos primeiros Médici importantes na história, viria a influenciar a política e diplomacia do Renascimento italiano. Era filho de Averardo dito "Bicci" de' Medici, de quem existem poucas referências e que não era, seguramente, abastado. 
Por ter se tornado um dos banqueiros mais ricos de Itália, Giovanni di Bicci alcançou o poder político, como membro da Signoria (em 1402, 1408 e 1411) e como Gonfaloniere em 1421. Por ter feito a própria fortuna, Giovanni não pertencia à oligarquia das velhas famílias florentinas e tinha simpatia pelo Minuto Popolo, os trabalhadores, sendo muito popular entre eles.

## Biografia
João de Bicci de Médici nasceu em Florença, filho de Averardo de Médici e de Jacopa Spini. O pouco dinheiro da herança do seu pai foi dividido entre uma viúva e cinco filhos, tendo sobrado pouco para João.
João não se interessava muito por política, exceto em assuntos relacionados com a sua família ou com o banco. O seu nome foi indicado por várias vezes para participar no governo de Florença, mas normalmente ele preferia pagar a multa em vez de servir. No entanto, ele serviu como Priore na Signoria em 1402, 1408 e 1411 e como Gonfaloneiro durante dois meses em 1421.
João era proprietário de duas fábricas de lã em Florença e membro de dois grémios: o Arte della Lana e o Arte del Cambio. O banco da família Médici, o seu principal interesse financeiro, foi fundado em 1397. O banco expandiu-se para cidades-estado do norte de Itália e tornou-se numa empresa multinacional. Em 1414, João previu que o papado regressaria a Roma após um longo período de exílio e cisma, e tinha razão. O papado instalou-se de forma permanente em Roma em 1417, sob a alçada de um único papa após as deliberações do Concílio de Constança. Como recompensa pelo apoio de João, o Papa Martinho V conferiu-lhe o controlo da Câmara Apostólica. Os papas que o sucederam também recorreram aos serviços dos bancos dos Médici e, além disso, João conseguiu assegurar contratos de tributação agrícola e os direitos de várias minas de alumínio do papado. Ele trilhou o caminho para que a sua família se tornasse numa das dinastias mais ricas da Europa, o que, por sua vez, abriu o caminho para que mais tarde ela se tornasse uma proeminente influência cultural e política.
Quando morreu, João era um dos homens mais ricos de Florença. Em 1420, João tinha concedido a maioria do controlo do banco aos seus dois filhos, Cosme e Lourenço. João foi enterrado na antiga sacristia da Basílica de São Lourenço, Florença, e a sua mulher foi enterrada no mesmo local quatro anos mais tarde.

## Descendência
Teve quatro filhos, do seu casamento com Picarda Bueri (1368-1433):
- Cosme de Médici, o Velho (1389-1464), governante de Florença 1429-64[1][2]
- Antonio (?-1398)
- Damiano (1389-1390)
- Lourenço de Médici, o Velho (1395-1440)[2]